# Triple Gold Club

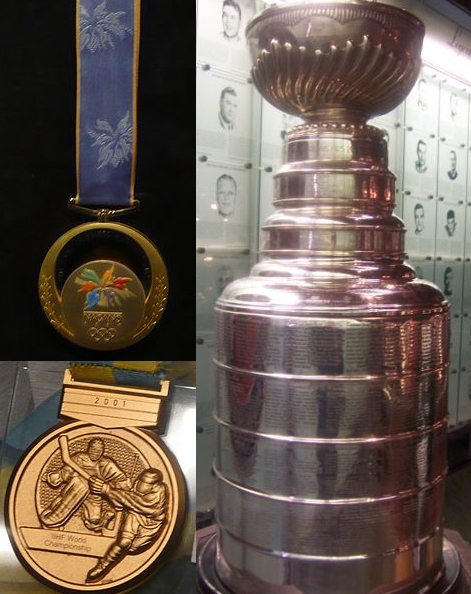
De drie onderdelen van de Triple Gold Club: (met de klok mee vanaf linksboven) een Olympische gouden medaille, de Stanley Cup en een WK ijshockey gouden medaille

De Triple Gold Club is een groep van ijshockeyspelers en -coaches die een Olympische gouden medaille, een WK-gouden medaille en een Stanley Cup hebben gewonnen. De International Ice Hockey Federation vindt ze de drie "belangrijkste prijzen uit de sport".
Tomas Jonsson, Mats Näslund en Håkan Loob werden de eerste drie leden op 27 februari 1994 toen Zweden een gouden medaille won op de Olympische Winterspelen van 1994. De term werd voor het eerst veel gebruikt na de Olympische Winterspelen van 2002, toen er voor het eerst Canadese leden bij kwamen. Op 8 mei 2007 kondigde de IIHF aan dat ze er een formele club van maakte.

## Leden

### Spelers
| Nat.     | Speler              | Lidmaatschap verkregen | Olympisch Goud | Wereldkampioenschap                      | Stanley Cup                                           |
| -------- | ------------------- | ---------------------- | -------------- | ---------------------------------------- | ----------------------------------------------------- |
| Zweden   | Tomas Jonsson       | 27 februari 1994       | 1994           | 1991                                     | New York Rangers 1982, 1983                           |
| Zweden   | Mats Näslund        | 27 februari 1994       | 1994           | 1991                                     | Montreal Canadiens 1986                               |
| Zweden   | Håkan Loob          | 27 februari 1994       | 1994           | 1987, 1991                               | Calgary Flames 1989                                   |
| Rusland  | Valeri Kamenski     | 10 juni 1996           | 1988           | 1986, 1989, 1990                         | Colorado Avalanche 1996                               |
| Rusland  | Aleksej Goesarov    | 10 juni 1996           | 1988           | 1986, 1989, 1990                         | Colorado Avalanche 1996                               |
| Zweden   | Peter Forsberg      | 10 juni 1996           | 1994, 2006     | 1992, 1998                               | Colorado Avalanche 1996, 2001                         |
| Rusland  | Vjatsjeslav Fetisov | 7 juni 1997            | 1984, 1988     | 1978, 1981, 1982, 1983, 1986, 1989, 1990 | Detroit Red Wings 1997, 1998                          |
| Rusland  | Igor Larionov       | 7 juni 1997            | 1984, 1988     | 1982, 1983, 1986, 1989                   | Detroit Red Wings 1997, 1998, 2002                    |
| Rusland  | Aleksandr Mogilny   | 10 juni 2000           | 1988           | 1989                                     | New Jersey Devils 2000                                |
| Rusland  | Vladimir Malachov   | 10 juni 2000           | 1992           | 1990                                     | New Jersey Devils 2000                                |
| Canada   | Rob Blake           | 24 februari 2002       | 2002           | 1994, 1997                               | Colorado Avalanche 2001                               |
| Canada   | Joe Sakic           | 24 februari 2002       | 2002           | 1994                                     | Colorado Avalanche 1996, 2001                         |
| Canada   | Brendan Shanahan    | 24 februari 2002       | 2002           | 1994                                     | Detroit Red Wings 1997, 1998, 2002                    |
| Canada   | Scott Niedermayer   | 9 mei 2004             | 2002, 2010     | 2004                                     | New Jersey Devils 1995, 2000, 2003 Anaheim Ducks 2007 |
| Tsjechië | Jaromír Jágr        | 15 mei 2005            | 1998           | 2005, 2010                               | Pittsburgh Penguins 1991, 1992                        |
| Tsjechië | Jiří Šlégr          | 15 mei 2005            | 1998           | 2005                                     | Detroit Red Wings 2002                                |
| Zweden   | Nicklas Lidström    | 26 februari 2006       | 2006           | 1991                                     | Detroit Red Wings 1997, 1998, 2002, 2008              |
| Zweden   | Fredrik Modin       | 26 februari 2006       | 2006           | 1998                                     | Tampa Bay Lightning 2004                              |
| Canada   | Chris Pronger       | 6 juni 2007            | 2002, 2010     | 1997                                     | Anaheim Ducks 2007                                    |
| Zweden   | Niklas Kronwall     | 4 juni 2008            | 2006           | 2006                                     | Detroit Red Wings 2008                                |
| Zweden   | Henrik Zetterberg   | 4 juni 2008            | 2006           | 2006                                     | Detroit Red Wings 2008                                |
| Zweden   | Mikael Samuelsson   | 4 juni 2008            | 2006           | 2006                                     | Detroit Red Wings 2008                                |
| Canada   | Eric Staal          | 28 februari 2010       | 2010           | 2007                                     | Carolina Hurricanes 2006                              |
| Canada   | Jonathan Toews      | 9 juni 2010            | 2010, 2014     | 2007                                     | Chicago Blackhawks 2010, 2013, 2015                   |
| Canada   | Patrice Bergeron    | 15 juni 2011           | 2010, 2014     | 2004                                     | Boston Bruins 2011                                    |
| Canada   | Sidney Crosby       | 22 mei 2016            | 2010, 2014     | 2016                                     | Pittsburgh Penguins 2009, 2016, 2017                  |
| Canada   | Corey Perry         | 17 mei 2015            | 2010, 2014     | 2015                                     | Anaheim Ducks 2007                                    |
| Rusland  | Pavel Datsjoek      | 25 februari 2018       | 2018           | 2012                                     | Detroit Red Wings 2002, 2008                          |
| Canada   | Jay Bouwmeester     | 12 juni 2019           | 2014           | 2003, 2004                               | St. Louis Blues 2019                                  |
| Finland  | Valtteri Filppula   | 29 mei 2022            | 2022           | 2022                                     | Detroit Red Wings 2008                                |

### Coaches
| Nat.   | Coach        | Lidmaatschap verkregen | Olympisch Goud | Wereldkampioenschap | Stanley Cup            |
| ------ | ------------ | ---------------------- | -------------- | ------------------- | ---------------------- |
| Canada | Mike Babcock | 28 februari 2010       | 2010, 2014     | 2004                | Detroit Red Wings 2008 |